# 天堂島

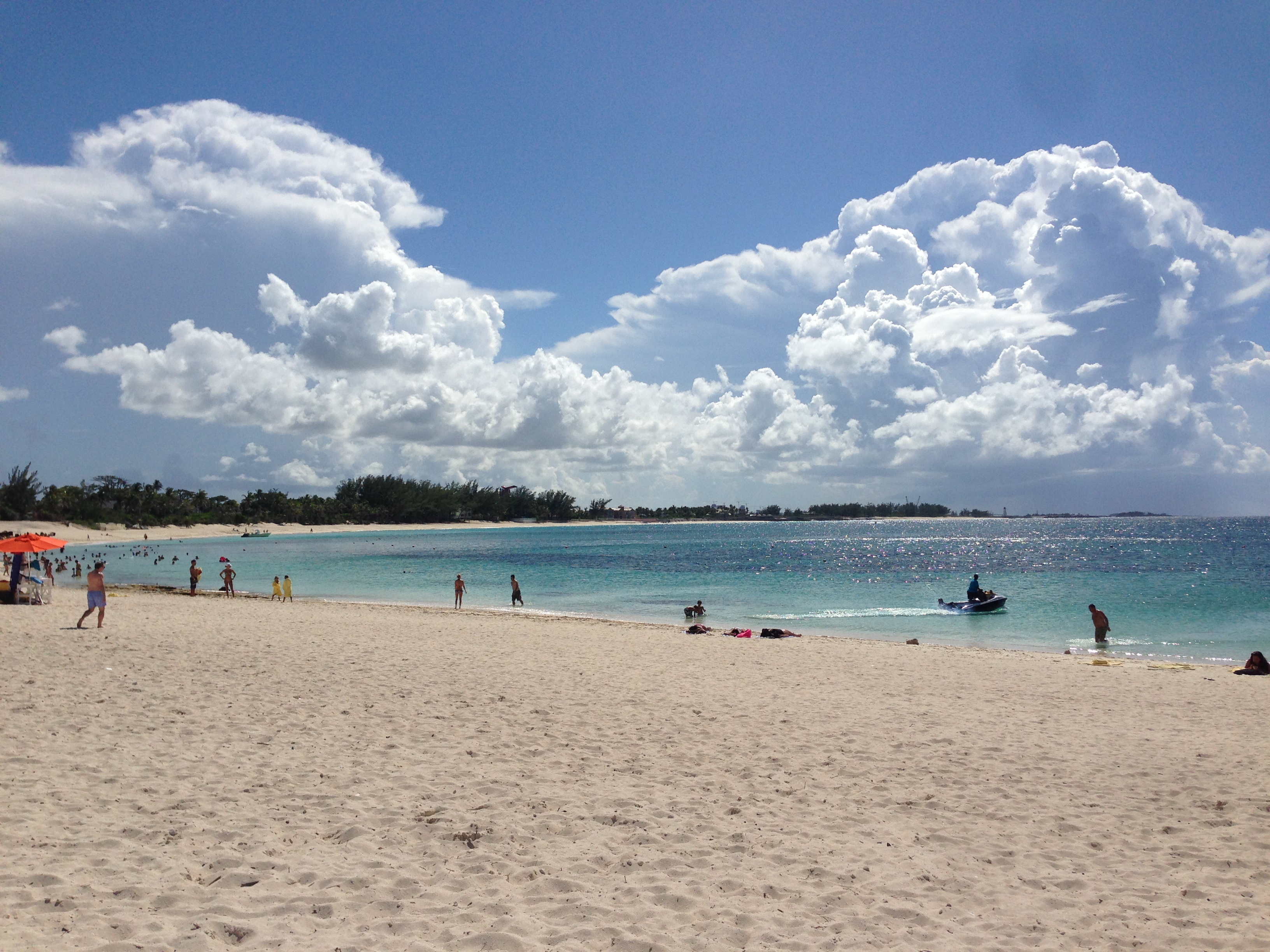
Paradise Beach

天堂島（Paradise Island），是巴哈馬的一座島嶼，原名霍格島（Hog Island），面積2.77平方公里。該島洽好位於新普羅維登斯島東北部的拿索北方，以亞特蘭蒂斯度假中心而聞名。
天堂島以兩座橋梁跨越拿索港與新普羅維登斯島相連，一座建於1966年，另一座建於1990年代末期。